# Pluna
La  PLUNA (Primeras Líneas Uruguayas de Navegación Aérea) era la compagnia aerea di bandiera dell'Uruguay, con base tecnica e hub principale all'Aeroporto Internazionale di Carrasco di Montevideo.

## Storia
La compagnia nazionale uruguaiana è stata creata nel 1936.
Il 5 luglio 2012 è stata liquidata e tutte le operazioni di volo sono state interrotte.

## Flotta storica
- Boeing 737-200
- Boeing 737-300
- Boeing 757-200
- Boeing 767-300
- 7 Bombardier CRJ 900ER